# Henry Royds Pownall
Henry Royds Pownall (ur. 19 listopada 1887 w Londynie, zm. 10 czerwca 1961 tamże) – brytyjski generał porucznik z okresu II wojny światowej.
Był między innymi szefem sztabu Brytyjskiego Korpusu Ekspedycyjnego we Francji podczas II wojny światowej. Stanowisko to zajmował do upadku Francji w czerwcu 1940 roku. W późniejszym czasie Pownall był szefem sztabu generała Archibalda Wavella do czasu upadku Singapuru w 1942 roku, dowódcą brytyjskich wojsk na Cejlonie w latach 1942–1943, dowódcą brytyjskich sił w Iraku i Persji w 1943 roku oraz szefem sztabu Lorda Mountbattena w latach 1943–1944.
Wcześniej brał także udział w I wojnie światowej podczas walk w Belgii i we Francji.
Przeszedł na emeryturę po zakończeniu II wojny światowej w 1945 roku.